# Коваль Микола Гурійович
Микола Гурійович Коваль (нар. 20 травня 1932, тепер Харківська область — 13 червня 2019, Москва) — український радянський партійний діяч, 1-й секретар Горлівського міськкому КПУ, секретар Донецького обкому КПУ. Член Ревізійної комісії КПУ в 1976—1981 роках. Кандидат у члени ЦК КПУ в 1981—1990 роках.

## Біографія
Освіта вища. У 1955 році закінчив гірничий інститут.
З 1955 року працював на інженерних і керівних посадах на шахтах і в тресті «Калінінвугілля» міста Горлівки Донецької області.
Член КПРС з 1960 року.
Працював секретарем партійного комітету КПУ шахти імені Калініна, головою Калінінського районного комітету народного контролю. До 1976 року — 1-й секретар Калінінського районного комітету КПУ міста Горлівки Донецької області.
У 1976—1979 роках — 1-й секретар Горлівського міського комітету КПУ Донецької області.
У жовтні 1979—1986 роках — секретар Донецького обласного комітету КПУ з питань промисловості — завідувач відділу вугільної промисловості Донецького обласного комітету КПУ.
У 1986—1991 роках — заступник завідувача відділу важкої промисловості і енергетики ЦК КПРС; завідувач відділу важкої промисловості Комітету народного контролю СРСР; головний спеціаліст Центрального штабу Воєнізованих гірничорятувальних частин. У 90-х роках працював начальником відділу і заступником начальника Управління Держгіртехнагляду Російської Федерації.
Потім — на пенсії в місті Москві.

## Нагороди
- чотири ордени Трудового Червоного Прапора
- дев'ять медалей
- почесний знак «Шахтарська слава» трьох ступенів
- почесний знак «Шахтарська доблесть» III ст.
- почесний знак «За доблесну службу»
- Почесна грамота Президії Верховної Ради Української РСР (19.05.1982)
- почесний громадянин міста Горлівки